# Ptycholaimellus vincxae
Ptycholaimellus vincxae is een rondwormensoort uit de familie van de Chromadoridae. De wetenschappelijke naam van de soort is voor het eerst geldig gepubliceerd in 1992 door Jensen & Nehring.